# Sambhal
Sambhal (Hindi: संभल; Urdu: سنبھل) ist eine Stadt im indischen Bundesstaat Uttar Pradesh.
Sambhal liegt in der nordindischen Ebene 130 km östlich der Bundeshauptstadt Neu-Delhi sowie 30 km südwestlich von Moradabad. Der Ganges strömt 30 km westlich der Stadt nach Süden. 
Die Stadt ist Verwaltungssitz des 2011/2012 gegründeten gleichnamigen Distrikts. Hauptstraßen verbinden Sambhal mit den umliegenden Städten Moradabad, Bulandshahr, Hasanpur und Chandausi.
Sambhal besitzt als Stadt den Status eines Nagar Palika Parishad. Die Stadt ist in 33 Wards gegliedert. Beim Zensus 2011 hatte Sambhal 221.000 Einwohner.
Die Gegend ist muslimisch dominiert. Diese machen einen Bevölkerungsanteil von 77,67 % aus. 22 % sind Anhänger des Hinduismus.